# Lossossina
Lossossina (russisch Лососи́на) ist eine Siedlung städtischen Typs in der Region Chabarowsk (Russland) mit 2573 Einwohnern (Stand 1. Oktober 2021).

## Geographie
Der Ort liegt knapp 400 km Luftlinie östlich des Regionsverwaltungszentrums Chabarowsk am südöstlichen Ufer der Sowetskaja-Gawan-Bucht („Sowjethafen“, früher Imperatorskaja Gawan, „Kaiserhafen“) an der Nordwestküste des Japanischen Meeres.
Lossossina gehört zum Rajon Sowetsko-Gawanski und ist von Zentrum dessen Verwaltungssitzes Sowetskaja Gawan etwa 4 km in nordöstlicher Richtung entfernt. Die Siedlung ist Sitz und einzige Ortschaft der Stadtgemeinde Rabotschi possjolok Lossossina.

## Geschichte
Der Ort entstand in den 1960er-Jahren um einen Fischereihafen und fischverarbeitende Betriebe als Stadtteil von Sowetskaja Gawan. 1969 wurde er als Siedlung städtischen Typs selbständig. In Bezug auf den ortsbildenden Wirtschaftszweig ist der Name von russisch lossos für Lachs abgeleitet.

### Bevölkerungsentwicklung
| Jahr | Einwohner |
| ---- | --------- |
| 1970 | 2426      |
| 1979 | 5091      |
| 1989 | 5687      |
| 2002 | 3246      |
| 2010 | 3224      |
| 2021 | 2573      |

Anmerkung: Volkszählungsdaten

## Verkehr
Nach Lossossina führt eine Straße von Sowetskaja Gawan, Endpunkt einer Regionalstraße von Chabarowsk und einer Eisenbahnstrecke von Komsomolsk am Amur über das Sichote-Alin-Gebirge, das sich im Hinterland parallel zur Küste erstreckt.